# Liste des récompenses de théâtre
Pour les articles homonymes, voir Récompense.
Cette liste de récompenses de théâtre, non exhaustive, recense les prix les plus importants.

## Afrique du Sud
- Prix de théâtre Fleur du Cap (en)

## Allemagne
- Kainz-Medaille
- Karl-Skraup-Preis
- Anneau d'Iffland
- Berliner Theatertreffen
- Hersfeld-Preis
- Festival de Bad Hersfeld
- Topaze Louise Dumont
- Prix allemand de théâtre Der Faust (de)
- Prix dramatique de Mülheim
- Prix Opernwelt (de)
- Prix du Théâtre de Berlin
- Prix Theater heute (Théâtre aujourd'hui)
- Prix de l'union des théâtres berlinois (de)

## Argentine
- Prix VOS (Argentine) (es)
- Prix Carlos (Argentine) (es)
- Prix ACE (Argentine) (es)

## Australie
- Prix Queensland Actors Equity (Australie) (en)
- Mo Awards (Australie) (en)
- Prix Green Room (Australie) (en)
- Prix Helpmann (Australie) (en)
- Prix Pratt pour le Théâtre Musical (Australie) (en)
- Prix du Théâtre de Sydney (Australie) (en)
- Prix Victorian Premier's for Drama (Canberra, Australie) (en)
- Prix Patrick White Playwrights' (Sydney, Australie) (en)
- Prix AWGIE pour la Scène (Australie) (en)

## Belgique
- Ève du Théâtre
- Prix de la critique

## Canada
- Masques de l'Académie québécoise du théâtre
- Prix du Gouverneur général pour les arts du spectacle
- Prix du Gouverneur général : théâtre de langue française
- Prix du Gouverneur général : théâtre de langue anglaise
- Prix d'excellence des arts et de la culture
- Prix Victor-Morin
- Prix Gascon-Roux du TNM
- Prix Gascon-Thomas
- Prix John-Hirsch
- Prix Janine-Angers
- Prix Walter-Carsen
- Prix Gratien-Gélinas
- Prix de la critique (AQCT)

## Chine
- Prix Plum Blossom (Chine) (en)

## Danemark
- Prix Reumert (en)

## Espagne
- Prix Max
- Prix national de Théâtre (es)
- Prix Étoile de Mer (es)
- Prix Podestá (es)
- Prix des critiques et journalistes de théâtre (Espagne) (es) (ACPT)

## États-Unis
- Drama Desk Awards
- Obie Awards
- Prix ACE
- Tony Awards

## France
- Les Cyranos
- Grand Prix des arts de la scène
- Grand prix national du théâtre
- Les Molières
- Les Musicals
- Palmarès du théâtre
- Plaisir du théâtre
- Prix Adami
- Prix Arletty
- Prix Beaumarchais
- Prix du Brigadier
- Prix Dominique de la mise en scène
- Prix E.A.T des Cent Livres Emmanuelle-Marie
- Prix E.A.T Tout Public
- Prix E.A.T Jeunesse
- Prix Émile-Augier
- Prix Georges-Lerminier du Syndicat de la critique
- Prix Gérard-Philipe
- Prix Jean-Jacques-Gautier
- Prix des Rencontres Charles-Dullin
- Prix SACD
- Prix Silvia Monfort
- Prix du Syndicat de la critique
- Prix du Centre National du Théâtre
- Prix de la Fondation Charles Oulmont
- Raimu de la comédie

## Grèce
- Prix Dimítris Horn

## Inde
- Prix Kalaimamani (en)
- Prix Kalidas Samman (en)

## Irlande
- Prix de Théâtre de l'Irish Times (en)
- Prix Stewart Parker (en)

## Italie
- Prix Flaiano
- Prix Ubu (it)
- Prix Massimo Troisi (it)
- Prix Le Masquere (it)

## Japon
- Praemium Imperiale
- Prix Kunio-Kishida
- Kyoto Prize in Arts and Philosophy (en)

## Luxembourg
- Lëtzebuerger Theaterpräis

## Norvège
- Prix Hedda
- Prix de la commémoration du centenaire d'Ibsen (en)
- Prix international Ibsen
- Statuette Leonard (en)
- Prix norvégien des Critiques de Théâtre (en)

## Nouvelle-Zélande
- Prix Chapman Tripp Theatre (Nouvelle-Zélande) (en)

## Pays-Bas
- Theo d'Or

## Portugal
- Prémio Autores (pt)

## Royaume-Uni
- Prix Laurence Olivier
- Prix Ian Charleson
- Prix de l'Evening Standard
- Owle Schreame Awards
- Sam Wanamaker Award (en)
- Prix de Théâtre du Cercle des Critiques (en)

## Russie
- Masque d'or

## Serbie
- Prix Žanka Stokić (en)
- Prix Zoranov brk (en)
- Prix Dobričin prsten (en)

## Slovaquie
- Prix DOSKY (Slovaquie) (en)

## Suède
- Prix Eugene O'Neill (en)
- Masque d'or (en)
- Prix Gunn Wållgren (en)
- Prix Thalia (en)

## Suisse
- Anneau Hans-Reinhart
- Prix suisses de théâtre

## Tchéquie
- Prix Alfréd-Radok
- Prix Thalia

## Turquie
- Prix Sadri Alışık (tr)

## Ukraine
- Pectoral de Kiev.

## Union européenne
- Prix Europe pour le théâtre